# Fernando Martín Álvarez
Fernando Martín Álvarez (Trigueros del Valle, 1947) és un empresari espanyol, nascut a Valladolid, dedicat a la promoció immobiliària i expresident del Reial Madrid Club de Futbol. El 27 de febrer de 2006 va assumir la Presidència del Reial Madrid i el 26 d'abril del mateix any, tot just dos mesos després, es va veure obligat a deixar la presidència, per pressions de la Junta directiva i dels afeccionats. És propietari de l'empresa Martinsa-Fadesa i també posseïx participacions de Unión Fenosa, Telefònica, Banco de Santander i el BBVA.

## Biografia
Va néixer el 30 de maig de 1947 a Trigueros del Valle, Valladolid. És llicenciat en Ciències Químiques per la Universitat de Valladolid. Va ser secretari provincial de la Unión de Centro Democrático de Valladolid fins al 1982.
El 1991 va crear el grup immobiliari Martinsa i el 1995 es va unir a Florentino Pérez per a les eleccions presidencials al Real Madrid on sortiria triat Ramón Mendoza.
Va entrar a formar part del consell d'administració del club blanc l'any 2000 i el juny de 2004 del de la constructora Sacyr Vallehermoso. D'aquest últim va formar part fins a juny de 2005, quan va vendre el 6% de les accions de l'empresa. Aquest mateix any la seva empresa es va aliar amb la immobiliària Noza para projectes urbanístics a Madrid.
El 27 de febrer de 2006 es va anunciar que seria president del Real Madrid després de la dimissió de Florentino Pérez. El 26 d'abril del mateix any, la junta del club va decidir convocar unes eleccions a la presidència a les quals ell s'oposava, pel que es va veure obligat a presentar la seva dimissió, encara que amb la intenció de presentar-se a aquestes eleccions.
El març de 2007, Fernando Martín va comprar una part important de les accions de la constructora Fadesa, convertint-se en el president d'una de les majors empreses constructores d'Europa: Martinsa-Fadesa.
El 14 de juliol de 2008, davant les dificultats per a obtenir préstecs bancaris i plantar cara als creditors, el consell d'administració de Martinsa-Fadesa va decretar la suspensió de pagaments que va ser presentada l'endemà als jutjats de La Corunya (seu de la immobiliària), a més va proposar al Ministeri de Treball un expedient de regulació d'ocupació (ERE) que, en principi, afectaria a 234 empleats (un 26,5% de la plantilla).
S'estima que el deute del grup és de 7.000 milions d'euros i que 12.500 famílies podrien haver iniciat la compra d'habitatges amb Martinsa-Fadesa i no tenir clara l'adquisició definitiva. Aquesta suspensió de pagaments s'ha convertit en la més important de la història econòmica d'Espanya.